# 白土镇 (磁县)
白土镇，是中华人民共和国河北省邯郸市磁县下辖的一个乡镇级行政单位。

## 行政区划
白土镇下辖以下地区：
白土三街村、白土一街村、白土二街村、白土四街村、白土五街村、白土六街村、大水头一街村、大水头二街村、大水头三街村、上寨村、南涧城村、张二庄村、池上村、青碗窑村、五合村、三义村、新合村、吴家河村、北羊城村和杨花庄村。